# فتح پارت به‌دست پرنیان
در سال ۲۴۵ پیش از میلاد، آندروگوراس ساتراپ پارت پس از مرگ آنتیوخوس دوم از امپراتوری سلوکی اعلام استقلال کرد و خود را شاه پارت نامید. در همین زمان، بطلمیوس سوم، در جنگ با سلوکیان پیروز شد و حتی تا پایتخت آنان نیز پیشروی کرد.
با این حال، به دلیل قطع شدن ارتباط میان آندروگوراس و سلوکیان، او نمی‌توانست به خوبی از مرزهای خود دفاع کند. حدود یک دهه بعد، ارشک یکم، رهبر طوایف ایرانی پرنی به همراه برادرش تیرداد یکم به پارت حمله کرد و پس از کشتن آندروگوراس، خود را شاه نامید.
امروزه این اتفاق به عنوان آغاز تاریخ شاهنشاهی اشکانی دیده می‌شود.